# Medagliere Nazionale dell'Arma di Fanteria

Fregio fanteria.

Il Medagliere Nazionale dell’Arma di Fanteria è stato inaugurato nel 1983 con una solenne cerimonia all’Altare della Patria a Roma. 

## Descrizione
Il Medagliere Nazionale dell'Arma di Fanteria è un simbolo dell'Arma di fanteria, ha carattere di unicità e rappresenta gli onori ricevuti dall'Arma, dai reggimenti e dai fanti, sin dalla costituzione. Generalmente viene portato alle adunanze nazionali. L’Associazione Nazionale del Fante lo ha ricevuto in deposito.

### Decorazioni cavalleresche conferite all'Arma di Fanteria
Nel caso dell'Arma di Fanteria, c'è stato un assegnamento di due Croci di Cavaliere che non ha comportato un avanzamento di grado, ma rappresenta il riconoscimento di meriti distinti in due circostanze diverse:
- 1920 – Croce di Cavaliere dell'Ordine Militare di Savoia per la Prima Guerra Mondiale;
- 1937 – Croce di Cavaliere dell'Ordine Militare di Savoia per la Guerra d'Etiopia (1935-1936).

### Medaglie conferite all'Arma di Fanteria
Le stesse medaglie sono poste sulla Bandiera di guerra dell'Arma di fanteria, che è custodita dal 23 maggio 1982 presso la Scuola di fanteria dell'Esercito italiano.

### Medaglie conferite ai Reggimenti e ai Fanti
86 Medaglie d’oro al Valore Militare conferite ai Reggimenti di fanteria dell'Esercito italiano
655 Medaglie d’oro al Valore Militare conferite ai singoli Fanti.